# 喜客比薩
喜客比薩（英語：Shakey's Pizza）是美國一家連鎖餐廳品牌，主要提供比薩餅。1968年，这家连锁店有342家分店。截至2019年7月，该连锁店在全球约有500家门店，在美国有58家。

## 歷史
喜客比薩由Sherwood Johnson及愛迪·龐馬於1954年4月30日於加州首府薩克拉門托成立。餐廳在第一週剛剛開業時，只有依靠售賣啤酒來獲取利潤。在接着的星期一，喜客利用啤酒所賺取的利潤來購買比薩的原料。原本在薩克拉門托的分店營業至90年代末便結業。該處的喜客比薩特別引入迪克西蘭爵士樂來吸引食客。喜客比薩逐漸在薩克拉門托外變得著名，並不是比薩，只是從當地的電台網絡贊助爵士樂節目才成名。Shakey Johnson在奧克拉荷馬州加斯里得到榮譽，藉此表揚他長期在餐廳內演奏五弦琴。其他現場演奏音樂，包括鋼琴也是以前喜客比薩主要活動。

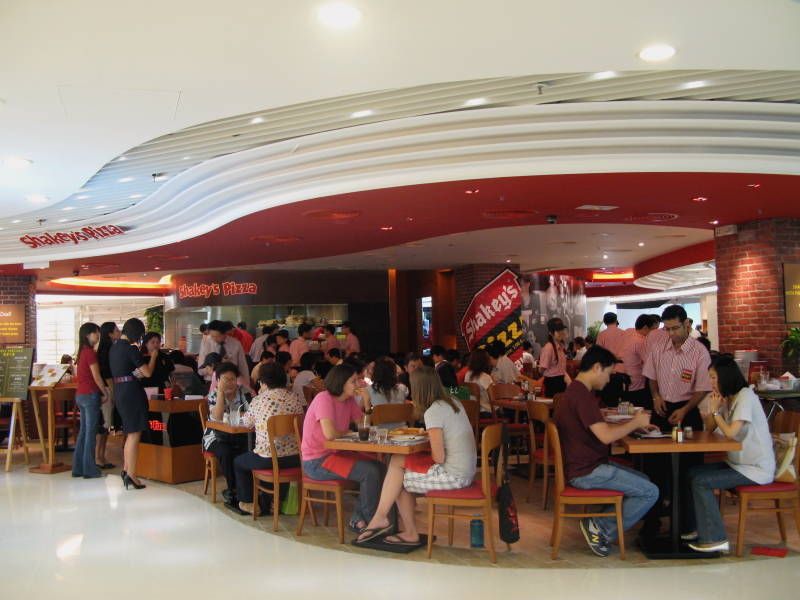
喜客比薩在香港新城市廣場分店

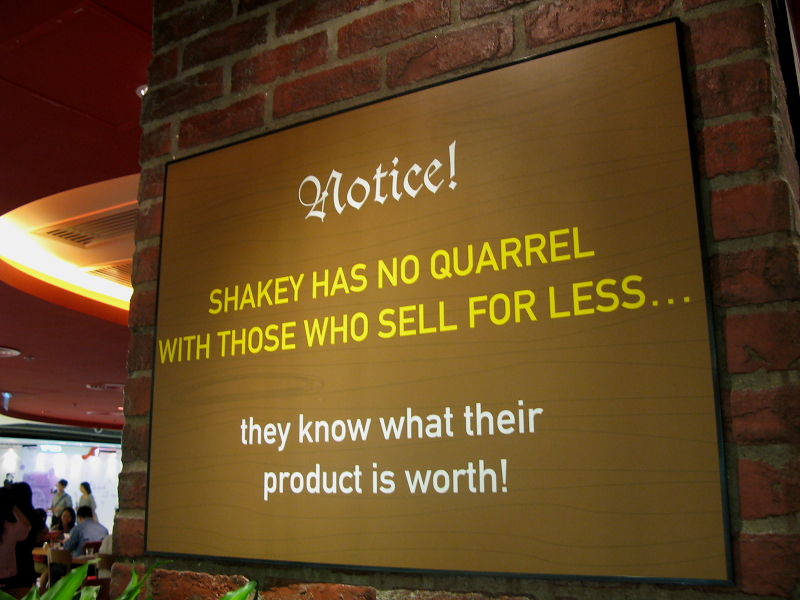
"Ye Old Notice"指示牌

第二間喜客比薩餐廳分店在1956年於奧勒岡州波特蘭開業。餐廳在1957年開始採用加盟連鎖方式開設更多分店。根據創辦人的資料，喜客比薩當時自己只做極少的市場研究，而基本選擇跟著去Kinney Shoes（即現今的Foot Locker廉價鞋連鎖店）開設分店的城市開業。到 1967年的時候 Johnson 出售股權，同時在美國已有272間喜客比薩分店。首間在美國境外開設的加盟店在1968年於加拿大溫尼伯開業。到了 1973年，公司擴展業務到亞太地區，包括日本、菲律賓及馬來西亞。在2007年8月，首次在香港開設分店。現今喜客比薩在菲律賓的連鎖店更大於美國。
喜客比薩創辦人Shakey Johnson在1967年以三百萬美金出售其持有的公司一半的股權給Colorado Milling and Elevator，而該公司在次年以九百萬美金買下公司的另一半股權。喜客比薩於1974年再次出售至Hunt International Resources。兩位特許經營人在1984年收購公司，之後在1989年賣給新加坡的Inno-Pacific Holdings。在Inno-Pacific Holdings 管理喜客比薩時，大部份位於美國的分店因此結業。部份剩餘的特許經營人於2003年控訴 Inno-Pacific 。在開審前，喜客比薩已於2004年將公司出售給位於加州阿罕布拉市的Jacmar Companies。Jacmar最後擁有喜客比薩其中19間分店特許經營權。
喜客比薩從1974年當初遍佈在美國境內的325分店，變成於2008年只有63間分店（當中有55間分店在加州，只有兩間分店在密西西比河以東：包括位於喬治亞州的 Warner Robins ，阿拉巴馬州的奧本。威斯康辛州的West Allis分店於2008年6月30日結業。此外，在美西的加州以外只有三家分店，包括位於亞利桑那州的诺加莱斯、及华盛顿州西雅圖近郊兩間。）

## 海外分店

### 日本
1973年，喜客披薩與三菱商事、麒麟麥酒（現為麒麟）等日本公司共同合資設立日本シェーキーズ株式會社，並在東京都港區赤阪成立日本一號店（目前是閉店狀態）。截至2017年12月，日本國內還存在22家分店，主要分佈在東京都會區（7家）、關東近郊地區（6家）、沖繩縣4家，其他如岩手縣、靜岡縣、京都府、大阪府、福岡縣則各1家。

### 台灣
1980年代，台灣也曾經引進過喜客披薩， 當時以口味獨特的三大類披薩（每種口味有自己的編號，分別是厚披薩、薄脆披薩、鐵鍋披薩）為號召、加上特殊醃製的炸雞、新鮮厚切的現炸薯片、以及類似美式餐廳Friday's的活潑服務，在臺北市吉林路、金山南路、國父紀念館旁各有3家分店，曾掀起一股旋風。此後數年才陸續有必勝客、達美樂、拿坡里等外送品牌出現。目前，喜客披薩已退出台灣，僅剩國父紀念館旁光復南路上「蘇阿姨比薩屋」更名後繼續經營。

### 菲律賓
目前除美國之外的海外分店，尚有菲律賓。現今喜客比薩在菲律賓的連鎖店更大於美國。

### 香港
2007年8月，在香港開設首家分店。

## 餐廳對流行文化的重要性
- 在第五季的的「Kenny Dies」一集中，阿ㄆㄧㄚˇ以成体干细胞複製了一間喜客比薩餐廳。喜客比薩在之後的季度也有登場，如第十季的「Stanley's Cup」一集。
- 在電影《咪走堂》中，有一間奇妙餐廳的名稱命名為「Chez Quis」，發音被信以為「Shakey's」。
- 在電影《Wayne's World》中，男主角罗伯·劳在喜客比薩店內吃比薩。
- 在弗兰克·扎帕的歌曲「The Blue Light」中，他熱情奔放出對喜客比薩中食客的感受。
- 電視動畫《雷朋三世 PART 2》第6集英文標題為「Shaky Pisa」（音近Shakey's Pizza）。